# UIP-Dunafilm
A UIP Duna, UIP-Duna Film vagy UIP-Dunafilm egy magyar filmforgalmazó vállalat, mely a magyar filmforgalmazó piacon a második helyet foglalja el 21%-os részesedéssel, az első helyen az InterCom áll 43%-kal. A cég székhelye Budapesten, a Hűvösvölgyi úton található. Filmjeik nagy része külföldi licenc alapján behozott produkció, így a Paramount Pictures filmstúdió, a Universal Pictures és a DreamWorks filmjei.